# Гастон Віо
Гастон Віо (нім. Gaston Vio; 15 листопада 1886, Фіуме — 7 травня 1937, Фіуме) — австро-угорський офіцер-підводник, лейтенант лінкора.

## Біографія
В 1904 році вступив на флот. Учасник Першої світової війни. З 29 червня 1917 по 24 квітня 1918 року — командир підводного човна SM U-32. 15 липня 1917 року пошкодив британський торговий пароплав Incemore водотоннажністю 3060 тонн, який перевозив генеральні вантажі; всі члени екіпажу вціліли. 

## Звання
- Лейтенант фрегата (1 листопада 1909)
- Лейтенант лінкора (1 січня 1914)

## Нагороди
- Ювілейний хрест
- Срібна медаль «За військові заслуги» (Австро-Угорщина) (1 січня 1917)
- Хрест «За військові заслуги» (Австро-Угорщина) 3-го класу з військовою відзнакою і мечами (1 січня 1918)